# Janie Takeda
Janette Miiko "Janie" Takeda-Reed (Placentia, 15 de abril de 1993) é uma jogadora de softbol estadunidense, que joga na posição de defensor externo (outfielder).

## Carreira
Takeda compôs o elenco da Seleção dos Estados Unidos de Softbol Feminino nos Jogos Olímpicos de Verão de 2020 em Tóquio, onde conquistou a medalha de prata após confronto contra a equipe japonesa na final da competição.